# Rigo Domínguez
Rigoberto Domínguez Escobar, más conocido como su nombre artístico Rigo Domínguez (Orizaba, Veracruz, México; 2 de noviembre de 1957-Pijijiapan, Chiapas; 14 de noviembre de 2015), fue un músico mexicano de música tropical, y líder de su agrupación conocida como Rigo Domínguez y su Grupo Audaz, en el que era cantante y bajista, bautizado como El Rey de Trópico por el locutor Ángel Fernández.

## Biografía
Siendo estudiante de la carrera de contador público de la que se tituló, empezó a tocar como hobbie la guitarra en los años 70 en grupos de rock y en una escuela a la que ingresó después de haber descubierto su interés por la música.
Después consigue trabajo en el centro nocturno El Escorial, tocando con el Grupo Jaguar, pero debido a que la agrupación mencionada ya contaba con guitarristas, es que Rigo decide por aprender a tocar el bajo, el grupo se dedicaba a hacer covers de grupos exitosos del momento como Los Terrícolas, Los Socios del Ritmo y Los Ángeles Negros, logrando más adelante acompañar a cantantes con reconocida fama como Manolo Muñoz, Imelda Miller y Juan Gabriel. 
En 1974, Rigo buscaba conquistar a millones  de personas, por lo que empezó a interpretar música de rock de bandas como The Doors, The Rolling Stones, entre otras, de aquí sus tendencias roqueras como el cabello largo y ropas ajustadas, sin imitar exactamente el estilo de su tocayo Rigo Tovar. Enseguida empezó a tener la idea de formar su propio grupo de música tropical, en lugar de rock ya que opinaba que no era muy bien visto y no era fácil de grabar, salió del club nocturno con el pensamiento de hacer algo distinto, consigue dinero con ayuda de su madre para comprar instrumentos y comienza con un grupo al que llamó Tropical Venezuela en el mismo año, aunque, cambiando constantemente de músicos ante la falta de oportunidades. 
Entrada la década de los 80 alterna en un baile con el grupo Los Audaces del ritmo, en el que conoce al representante de estos; Doménico Bazán León “El Audaz”, quien le propone integrar un nuevo grupo musical al que nombraron Audaz, debido a que el nombre de Grupo Venezuela ya estaba registrado, así el Grupo Audaz quedó con la voz de Miguel Quiroz y Rigo en el bajo.
En los primeros años alternan con otro grupo representado por el señor Bazán, El súper show de los Vázquez, tocando canciones populares de cantantes tropicales ya conocidos como Mike Laure y Rigo Tovar de quienes toma influencia y sustituyendo el vocalista por uno nuevo,  Gil Rivera. Ya empezando con el éxito integran a bailarinas llamadas Las hermanas veneno, que ya cuando el Grupo Audaz está consolidado también cantan algunos temas, logrando en 1984 conquistar al natal Veracruz de Rigo.
En los conciertos conoce al locutor Ángel Fernández se separa de Doménico Bazán y Fernández le ayuda para el registro del nombre, fungiendo como su animador y quien lo bautiza como El Rey de Trópico, logra la firma de un contrato con la disquera Ariola, logrando el éxito masivo en 1985 al grabar el tema Macumba con Rigo como vocalista,  tras la salida de Gil Rivera. Al principio era muy tímido al cantar temas y por esa razón se reservaba a cantar los coros, pero después de haber cantado en una presentación, se anima a ser el vocalista, logrando con Macumba el éxito y reconocimiento a nivel nacional, y éste  tema los primeros lugares en la popularidad durante varias semanas consecutivas.
Es en esta época que graban otros éxitos como Fiesta suavecito (que primero solo fue grabada para un comercial de cigarros, pero ante el éxito se grabó el tema), Ni Juana la Cubana, Saca la mano Antonio, Tócame el piripipi, la 2.ª de sorullo, El balabalaju, Será Será, entre otras. Esto ya con la representación de Carlos Valenzuela Canseco y alternando con los grupos más populares de la década como Los Bukis, Bronco, y Los Temerarios, a los cuales Rigo les ayudó a expandir su música por México.
Pese a que al empezar la década de los 2000, el éxito del grupo decayó, estos siguieron tocando en bailes populares, ya sin el acompañamiento de las hermanas veneno hasta el año 2015, año en el que Rigo muere.

## Fama y Vida Amorosa
Rigo Domínguez tuvo dos matrimonios. Con su primera esposa, Evelia "Bella" Veneno, tuvo dos hijos, pero debido a problemas con el artista, se divorciaron.
Rigo siguió con su agrupación musical y conoció a su nueva corista y bailarina "Elizabeth Delgado" que unos años más tarde se convirtió en su segunda esposa y "más amada mujer", así lo expresaba el cantante. Con ella tuvo tres hijos.
La agrupación creció y su fama alcanzó lugares muy importantes en la historia de la música tropical. 
Siendo reconocido en las revistas más importantes e invitado a los programes de radio y televisión más populares de la época junto a su esposa Elizabeth.

## Muerte
Rigo Domínguez, su hermano Jorge Domínguez, Miguel Gutiérrez “El Chino” y Alfonso Reyes, todos integrantes del grupo Audaz, perdieron la vida cuando se dirigían a presentarse a un baile al Ejido Buenos Aires, en el municipio de Huehuetan, en la costa chiapaneca, debido a un accidente automovilístico durante la madrugada del 14 de noviembre de 2015.

## Legado
El estilo de Rigo Domínguez era único en particular, su ritmo suave y despacio hacía que sus temas fueran muy accesibles al baile, a pesar de competir con otros estilos, y él aseguraba que su sonido no lo buscó, sino que vino a él y que sobre eso se basa.
Actualmente el legado continúa bajo la batuta de Shelsus Domínguez y Jorge Domínguez Jr., hijos de Jorge Domínguez y sobrinos del fallecido exponente, a través del ”Grupo Audaz OFICIAL", en el que siguen tocando en bailes populares los temas que Rigo Domínguez cantaba.